# Goražde (Berane)
Pour les articles homonymes, voir Goražde.
Goražde (en serbe cyrillique : Горажде) est un village du nord-est du Monténégro, dans la municipalité de Berane.

## Démographie

### Évolution historique de la population
| 1948 | 1953 | 1961 | 1971 | 1981 | 1991 | 2003 |
| ---- | ---- | ---- | ---- | ---- | ---- | ---- |
| 804  | 802  | 723  | 737  | 685  | 599  | 560  |